# DNS-hosting-szolgáltatás
A DNS-hosting-szolgáltatás olyan szolgáltatás, amely DNS-kiszolgálókat (Domain Name System) üzemeltet. A legtöbb, de nem minden domainnév-regisztrátor a regisztrációhoz DNS-szolgáltatást is biztosít. Léteznek ingyenes DNS-szolgáltatások is. Sok harmadik féltől származó DNS-szolgáltatás dinamikus DNS-t biztosít.
A DNS-hosting-szolgáltatás akkor optimális, ha a szolgáltató több szerverrel rendelkezik különböző földrajzi helyeken, amelyek rugalmasságot biztosítanak, és minimalizálják a késleltetést az ügyfelek számára a világ minden táján. A végfelhasználókhoz közelebbi DNS-csomópontok működtetésével a DNS-lekérdezések sokkal rövidebb utat tesznek meg, ami gyorsabb webcímfeloldási sebességet eredményez.
A DNS szintén üzemeltethető saját magunknak is, saját fenntartású infrastruktúrán (szerver) vagy bérelt infrastruktúrán.

## Ingyenes DNS
Számos weboldal és szolgáltató kínál ingyenes DNS-hostingot is, vagy olyan regisztrátoroknál regisztrált másodszintű domainekhez, amelyek nem kínálnak ingyenes (vagy kellően rugalmas) DNS-szolgáltatást, vagy harmadik szintű domainekhez (selection.somedomain.com). Ezek a szolgáltatások általában dinamikus DNS-t is kínálnak. Az ingyenes DNS általában tartalmazza a domainzóna A, MX, CNAME, TXT és NS rekordjainak kezelését. Sok esetben az ingyenes szolgáltatások különböző prémiumszolgáltatásokkal bővíthetők.
Az ingyenes DNS-szolgáltatók szponzorálással is kereshetnek pénzt. A modern ingyenes DNS-szolgáltatások többségét a távközlési szolgáltatások nagy szolgáltatói szponzorálják.[forrás?]

## Fordítás
Ez a szócikk részben vagy egészben  a   DNS hosting service című angol Wikipédia-szócikk ezen változatának fordításán alapul.  Az eredeti cikk szerkesztőit annak laptörténete sorolja fel. Ez a jelzés csupán a megfogalmazás eredetét és a szerzői jogokat jelzi, nem szolgál a cikkben szereplő információk forrásmegjelöléseként.